# 長野県立軽井沢高等学校
もしかして
- 長野県軽井沢高等学校

ではありませんか？